# Petit-duc du Japon
Otus semitorques
Espèce
Statut de conservation UICN

 LC  : Préoccupation mineure
Le Petit-duc du Japon (Otus semitorques) est une espèce d'oiseaux de la famille des Strigidae. Elle était autrefois considérée comme une sous-espèce de (O. bakkamoena).

## Répartition
Cette espèce vit au Japon.

## Sous-espèces
D'après la classification de référence (version 14.1, 2024) de l'Union internationale des ornithologues, le Petit-duc du Japon possède 3 sous-espèces (ordre philogénique) :
- Otus semitorques ussuriensis (Buturlin, 1910) ;
- Otus semitorques semitorques Temminck & Schlegel, 1845 ;
- Otus semitorques pryeri (Gurney, JH Sr, 1889).